# 制憲節
制憲節（せいけんせつ、チェホンジョル、제헌절）は、大韓民国の国慶日のひとつ。毎年7月17日。1948年、大韓民国憲法が公布された日。

## 由来
第二次世界大戦末の1945年8月15日、朝鮮半島は連合国に大日本帝国の統治から解放された。しかし、米国とソ連との冷戦に巻き込まれた。数年後の1948年5月10日の選挙で制憲国会が構成され、7月12日に大韓民国憲法を制定し、7月17日に大韓民国大統領・李承晩が憲法を公布した。7月17日という日は、李氏朝鮮の太祖李成桂が朝鮮王朝を建国したことが由来となっている。

## 沿革
1949年6月4日、官公署の公休日に関する規定で国慶日を公休日に定めた。
1949年10月1日、国慶日に関する法律で制憲節を国慶日に定めた。それで公休日になった。
2005年6月30日、官公署の公休日に関する規定を改定したことによって2008年から公休日から外され、休日ではなくなった。これは週休二日制の浸透に伴う休日の数の調整とされるが、2006年に植木日が公休日から外された事もあって、韓国国内では反発が大きい。